# Camí de la Coma (Riells del Fai)
El Camí de la Coma és un camí rural del poble de Riells del Fai, en el terme municipal de Bigues i Riells, al Vallès Oriental.
Arrenca del nord de Can Batlles, des d'on surt cap a ponent per tal d'inflexionar aviat cap al nord-oest i després cap al nord, fent alguns retombs per tal de guanyar alçada. Mena al que havia estat club de tir de Riells del Fai.

## Etimologia
Es tracta d'un topònim romànic modern, de caràcter descriptiu: és el camí que mena a la Coma des de Riells del Fai, a prop de la Vall Blanca.